# Мори (Сидзуока)
Мори (яп. 森町 Мори-мати) — посёлок в Японии, находящийся в уезде Сюти префектуры Сидзуока. Площадь посёлка составляет 133,84 км², население — 18 602 человека (1 августа 2014), плотность населения — 138,99 чел./км².

## Географическое положение
Посёлок расположен на острове Хонсю в префектуре Сидзуока региона Тюбу. С ним граничат города Хамамацу, Какегава, Фукурои, Ивата, Симада.

## Население
Население посёлка составляет 18 602 человека (1 августа 2014), а плотность — 138,99 чел./км². Изменение численности населения с 1980 по 2005 годы:
| 1980 | 20 447 чел. |  |
| 1985 | 20 663 чел. |  |
| 1990 | 21 081 чел. |  |
| 1995 | 21 321 чел. |  |
| 2000 | 20 689 чел. |  |
| 2005 | 20 273 чел. |  |

## Символика
Деревом посёлка считается камелия сасанква, цветком — лилия, птицей — обыкновенный зимородок.